# Claudio Spinelli
Claudio Paul Spinelli (Buenos Aires, Argentina, 21 de junio de 1997) es un futbolista argentino. Juega como delantero en Independiente del Valle de la Serie A de Ecuador.

## Trayectoria

### Tigre
Surgido del club de Victoria donde convirtió 63 goles en inferiores (2011/2016) y 10 en reserva (40 partidos). En Primera jugó apenas dos partidos (23 minutos en total).

### San Martin (SJ)
En agosto de 2017 llega a préstamo por un año al club sanjuanino luego no de ser tenido en cuenta por el entrenador Ricardo Caruso Lombardi. Alcanzó su pico de rendimiento vistiendo la camiseta de San Martín de San Juan donde convirtió 7 goles en 13 partidos, estando a préstamo de Tigre, dónde sólo había jugado una totalidad de 23 minutos.

### Italia
Esto despertó la atención del Genoa C. F. C. que se hizo con sus servicios a cambio de 3,6 millones de euros por el 80% del pase, convirtiéndose así en la mayor transferencia en la historia del club de Victoria. Inmediatamente fue cedido al F. C. Crotone por una temporada sin opción de compra.

### Vuelta a Argentina
En enero de 2019 fue cedido a Argentinos Juniors por 6 meses. Al finalizar la temporada del fútbol argentino volvió a ser cedido por el Genoa C. F. C. En junio de mismo año abandonó la institución pese a que quería seguir en el club, pero el club no pudo hacer uso de la opción de compra. En julio del mismo año llegó a Gimnasia y Esgrima La Plata a préstamo por un año con una opción de compra de 2.8 millones de euros.

### Lanús
El 17 de marzo de 2022, tras la desvinculación de la liga ucraniana se hizo oficial su fichaje por Club Atlético Lanús llegando en condición de préstamo hasta diciembre del mismo año con opción de compra.

### Deportivo Maldonado
El 11 de enero de 2023, se anunció su fichaje en el Deportivo Maldonado de la Primera División de Uruguay.

## Estadísticas

### Clubes
Actualizado hasta su último partido disputado el 19 de agosto de 2025.
| Club                              | Div.          | Temporada     | Liga  | Liga  | Liga   | Copas nacionales | Copas nacionales | Copas nacionales | Copas internacionales | Copas internacionales | Copas internacionales | Total | Total | Total  |
| Club                              | Div.          | Temporada     | Part. | Goles | Asist. | Part.            | Goles            | Asist.           | Part.                 | Goles                 | Asist.                | Part. | Goles | Asist. |
| --------------------------------- | ------------- | ------------- | ----- | ----- | ------ | ---------------- | ---------------- | ---------------- | --------------------- | --------------------- | --------------------- | ----- | ----- | ------ |
| C. A. Tigre Argentina             | 1.ª           | 2016-17       | 2     | 0     | 0      | —                | —                | —                | —                     | —                     | —                     | 2     | 0     | 0      |
| C. A. Tigre Argentina             | Total club    | Total club    | 2     | 0     | 0      | 0                | 0                | 0                | 0                     | 0                     | 0                     | 2     | 0     | 0      |
| San Martín (SJ) Argentina         | 1.ª           | 2017-18       | 13    | 7     | 1      | —                | —                | —                | —                     | —                     | —                     | 13    | 7     | 1      |
| San Martín (SJ) Argentina         | Total club    | Total club    | 13    | 7     | 1      | 0                | 0                | 0                | 0                     | 0                     | 0                     | 13    | 7     | 1      |
| F. C. Crotone · Italia            | 2.ª           | 2018-19       | 6     | 1     | 0      | —                | —                | —                | —                     | —                     | —                     | 6     | 1     | 0      |
| F. C. Crotone · Italia            | Total club    | Total club    | 6     | 1     | 0      | 0                | 0                | 0                | 0                     | 0                     | 0                     | 6     | 1     | 0      |
| Argentinos Juniors Argentina      | 1.ª           | 2018-19       | 7     | 0     | 1      | 9                | 2                | 0                | 1                     | 0                     | 0                     | 17    | 2     | 1      |
| Argentinos Juniors Argentina      | Total club    | Total club    | 7     | 0     | 1      | 9                | 2                | 0                | 1                     | 0                     | 0                     | 17    | 2     | 1      |
| Gimnasia y Esgrima (LP) Argentina | 1.ª           | 2019-20       | 9     | 0     | 0      | —                | —                | —                | —                     | —                     | —                     | 9     | 0     | 0      |
| Gimnasia y Esgrima (LP) Argentina | Total club    | Total club    | 9     | 0     | 0      | 0                | 0                | 0                | 0                     | 0                     | 0                     | 9     | 0     | 0      |
| F. C. Koper Eslovenia             | 1.ª           | 2020-21       | 27    | 3     | 1      | 2                | 0                | 0                | —                     | —                     | —                     | 29    | 3     | 1      |
| F. C. Koper Eslovenia             | Total club    | Total club    | 27    | 3     | 1      | 2                | 0                | 0                | 0                     | 0                     | 0                     | 29    | 3     | 1      |
| F. C. Oleksandria · Ucrania       | 1.ª           | 2021-22       | 17    | 2     | 0      | 2                | 0                | 2                | —                     | —                     | —                     | 19    | 2     | 2      |
| F. C. Oleksandria · Ucrania       | Total club    | Total club    | 17    | 2     | 0      | 2                | 0                | 2                | 0                     | 0                     | 0                     | 19    | 2     | 2      |
| C. A. Lanús Argentina             | 1.ª           | 2022          | 8     | 0     | 0      | 4                | 0                | 0                | 4                     | 0                     | 0                     | 16    | 0     | 0      |
| C. A. Lanús Argentina             | Total club    | Total club    | 8     | 0     | 0      | 4                | 0                | 0                | 4                     | 0                     | 0                     | 16    | 0     | 0      |
| Deportivo Maldonado · Uruguay     | 1.ª           | 2023          | 22    | 5     | 1      | —                | —                | —                | 2                     | 0                     | 0                     | 24    | 5     | 1      |
| Deportivo Maldonado · Uruguay     | Total club    | Total club    | 22    | 5     | 1      | 0                | 0                | 0                | 2                     | 0                     | 0                     | 24    | 5     | 1      |
| Bnei Sakhnin F. C. Israel         | 1.ª           | 2023-24       | 10    | 2     | 0      | —                | —                | —                | —                     | —                     | —                     | 10    | 2     | 0      |
| Bnei Sakhnin F. C. Israel         | Total club    | Total club    | 10    | 2     | 0      | 0                | 0                | 0                | 0                     | 0                     | 0                     | 10    | 2     | 0      |
| Defensor Sporting · Uruguay       | 1.ª           | 2024          | 15    | 7     | 0      | 3                | 2                | 0                | —                     | —                     | —                     | 18    | 9     | 0      |
| Defensor Sporting · Uruguay       | Total club    | Total club    | 15    | 7     | 0      | 3                | 2                | 0                | 0                     | 0                     | 0                     | 18    | 9     | 0      |
| Independiente del Valle · Ecuador | 1.ª           | 2025          | 21    | 10    | 1      | 0                | 0                | 0                | 10                    | 7                     | 0                     | 31    | 17    | 1      |
| Independiente del Valle · Ecuador | Total club    | Total club    | 21    | 10    | 1      | 0                | 0                | 0                | 10                    | 7                     | 0                     | 31    | 17    | 1      |
| Total carrera                     | Total carrera | Total carrera | 157   | 37    | 5      | 20               | 4                | 2                | 17                    | 7                     | 0                     | 194   | 48    | 7      |
| 1. 2.                             |               |               |       |       |        |                  |                  |                  |                       |                       |                       |       |       |        |

## Palmarés

### Títulos nacionales
| Título       | Club              | País    | Año  |
| ------------ | ----------------- | ------- | ---- |
| Copa Uruguay | Defensor Sporting | Uruguay | 2024 |